# Bossányi Gábor
Bossányi Gábor (Szlovák Gabriel Bošáni; 18. század) hittudós és egyetemi tanár.

## Élete
A nagyszombati egyetem igazgatója, a jezsuita fogadalmak védője volt. 1728-ban harmadéves teológus volt Nagyszombatban.

## Művei
- Dissertatio philosophica de poplitibus humani generis
- Augustissima regni Ungariae corona sive d. Stephani proto-rex ejus apostolicis deferente rev. dno Paulo Kubovics praeposito de Oront… panegyrico celebratus. Tyrnaviae, 1728